# Gyrinus convexiusculus
Gyrinus convexiusculus es una especie de escarabajo del género Gyrinus, familia Gyrinidae. Fue descrita científicamente por MacLeay en 1873.

## Descripción
La especie mide entre 3,5 y 4,8 mm de largo y es el escarabajo molinete australiano más pequeño. Tiene un cuerpo negro. Los Gyrinus convexiusculus encontrados en Nueva Zelanda son consistentemente más grandes que los especímenes australianos (con un promedio de 4,4 mm para los machos y 4,6 mm para las hembras).

## Distribución y hábitat
Gyrinus convexiusculus se encuentra en la costa este de Australia, desde Darwin hasta Victoria, pero se encuentra más comúnmente alrededor de Brisbane. La especie ha sido registrada en el sur de Asia, China, Indonesia, Nueva Zelanda y Nueva Caledonia. Registrado inicialmente en Nueva Zelanda en la década de 1870, no se encontró ningún registro de la especie durante 100 años, hasta su redescubrimiento en Waikato en 1977, y más tarde en la Península de Northland (Mangonui en 1983 y Marsden Point en 1989). Es la única especie de escarabajo molinete que se encuentra en Nueva Zelanda, y se desconoce si las poblaciones encontradas en Nueva Zelanda representan una población duradera o poblaciones que se autointrodujeron recientemente desde Australia.
La especie se encuentra en cuerpos de agua dulce poco profundos, pequeños lagos de turba y presas artificiales.